# 인천채씨 효부각
인천채씨 효부각은 충청북도 청주시 상당구에 있다. 2015년 4월 17일 청주시의 향토유적 제16호로 지정되었다.

## 개요
1729년 광주정씨 정의창의 처 인천채씨의 효행을 기리기 위해 세운 정려각이다.